# MRK Vidovec
Muški rukometni klub Vidovec (MRK Vidovec; Vidovec) je muški rukometni klub iz Vidovca, Varaždinska županija. U sezoni 2017./18. klub je osvojio 8. mjesto u 1. HRL - Sjever.

## O klubu
Rukometni klub u Vidovcu je osnovan 1964. kao "Partizan", u sklopu posojećeg športskog društva DTO "Partizan", osnovanog 1959. godine. 
Klub je od 1977. do 1988. bio sudionik Hrvatske lige. Do izgradnje dvorane, klub je igrao na betonskom igralištu, koje je 1977. godine dobilo reflektore. 
 
Osamostaljenjem Hrvatske, klub postaje RK '"Vidovec"'. Pod imenom "Vidovec BIOS" klub u sezoni 2011./12. osvaja 1. HRL, te se plasira u Premijer ligu, te tako igra u najvišoj hrvatskoj ligi u sezoni 2012./13. Na kraju sezone dolazi do spajanja "Vidovec BIOS" i "Varteks di Caprija" u novi klub "GRK Varaždin 1930", koji je nastavio igrati u Varaždinu, ali je preuzeo većinu igrača, sponzora kluba te licencu i mjesto "Vidovca" u ligi.

 
Zbog ove situacije se klub u Vidovcu 2013. reformira kao MRK "Vidovec",
 
te kreće s natjecanjem od 3. HRL - Sjever, koju osvaja, kao i 2. HRL - Sjever u sezoni 2015./16., te je otad član 1. HRL - Sjever.

## Uspjesi
1. HRL
- prvak: 2011./12.

## Unutrašnje poveznice
- Vidovec
- RK Varteks Varaždin

## Vanjske poveznice
- Muški Rukometni Klub Vidovec, facebook stranica
- [neaktivna poveznica]
- furkisport.hr/hrs, Vidovec-BIOS
- furkisport.hr/hrs, Vidovec
- sportilus.com, Muški rukometni klub Vidovec
- vecernji.hr, Uzbudljiva vidovečka rukometna priča traje više od pola stoljeća, objavljeno 26. veljače 2013.